# Tribus Circiter
Tribus Circiter is een encycliek van paus Pius X, die werd gepromulgeerd op 5 april 1906. De paus veroordeelt de mariaviten, mystieke priesters uit Polen.
Enkele jonge priesters in Polen hadden zonder toestemming van de lokale bisschoppen een samenleving opgericht, die een bepaalde vrouw vereerde als gezant van God. Twee afgezanten kwamen naar Rome om van de paus erkenning te vragen dat Feliksa Kozłowska, ook bekend als Maria Francesca, heilig was gemaakt door God. De paus achtte de priesters verblind door onwetendheid en waan. Pius X kende de apostolische benedictie toe aan de Poolse bisschoppen en alle priesters en gelovigen onder hun hoede.